# Käru jõgi
Käru jõgi är ett vattendrag i mellersta Estland. Ån är 59 km lång och är ett västligt biflöde till Pärnu. Dess källa är sjön Aeli järv i landskapet Raplamaa och sammanflödet med Pärnu är beläget vid byn Suurejõe i landskapet Pärnumaa. 